# Marsenina stearnsii
Marsenina stearnsii là một loài small slug-like ốc biển, a marine động vật chân bụng động vật thân mềm thuộc họ subfamily Lamellariinae of the Velutinidae.
This white slug-like ốc is known from Alaska and central California. It can be found in the rocky intertidal, often in association with the ascidian Trididemnum opacum.